# 李右讜
李右讜（？—1645年），字獻思，號匡山，江西南昌府豐城縣湖茫人，民籍，明朝政治人物。

## 生平
萬曆二十八年（1600年）庚子科江西鄉試舉人，天啟五年（1625年）乙丑科進士。授陽江縣知縣，寬洪簡厚，坦易可親，愛民如子。海寇李魁奇破沿海诸郡邑，势甚炽，李右谠捐资筑铳城于北津、双渔、海朗诸要害，贼攻围数旬无所得，解去。秩满内迁，士民立石建祠。崇禎四年（1631年）以卓異擢山西道監察御史，号称敢言。巡按南畿，定溧陽、桐城乱。再按京畿，冒溽暑亲历固关、倒马、龙泉三关，兵马、城壁、将领最殿，皆以次查考。时属郡议开矿佐军，疏谏得止。潞王朱常淓欲造王店，部民惊扰，李右谠移书责王以藩臣宜守祖训，潞王气折，事寝。淮扬流氛猖獗，奉命按视，至蠙城，即以祖陵守御为虑，请加防筑，上嘉纳，赉金进级。中贵杨显名视鹾两淮，多不法，李右谠连章暴其罪状，得旨撤回，李右谠亦寻自劾归。弘光帝即位，他和李日輔以原官起用，南京失陷後逝世。
初击珰，杨显名有异援，多蓄健儿刺客，祸且不测，堂吏泣谏，李右谠不听，疏竟上。里居数载，当事重其行，有兴除辄造请，以为常。县城颓圮，李右谠与邑令相视形势，增修雉堞，民不劳而功成。驻防兵望烟冗食，难于遽裁，白太吏立撤之，耗饷以节。旧苦编差，每佥充，身家与岁租立尽，力请两台，题疏永革。李右谠平居恂谨，临大事毅然不可犯，有蹇谔风，世称真御史。著有《西台奏疏》。

## 家族
曾祖李黼；祖父李恩；伯父李東華，禮科都給事中；父李東苹，襄王府長史。從兄李右諫，南京太僕寺卿。